# WX03S
WX03S(ダブリューエックスゼロサンエス)とは、ウィルコム向けに供給されているセイコーインスツル(SII)製の音声用PHS（W-OAM）端末である。愛称はENERUS（エネルス）。

## 概要
PORTUS WX02Sの後継機種で、本体に内蔵されたバッテリーでスマートフォンに給電を行うことが可能である。ただし、WX02Sと異なりWi-Fiルーター及びULTRA SPEED(HSPA+方式)は搭載していない。バッテリー容量は1700mAh。
フルサイズのUSB端子を搭載し、ケーブルでスマートフォンのmicroUSB端子と接続すると自動的に充電が開始される。給電時の出力は5V、500mAである。USB端子は給電機能となるため、データ通信などには活用できない。
カメラおよびブラウザは非搭載で、Javaアプリの利用は不可。

## 沿革
- 2012年11月1日 - ウィルコムより発表。
- 2012年12月13日 - 発売開始。